# نادي كينغستونيان
نادي كينغستونيان (بالإنجليزية: .Kingstonian F.C)‏ هو نادي كرة قدم إنجليزي شبه محترف، يقع مقره في رويال بورو أوف كينجستون أبون تيمز.